# Monica Bleibtreu
Monica Bleibtreu (n. 4 mai 1944, Viena, Austria – d. 13 mai 2009, Hamburg, Germania) a fost o actriță și scenaristă austriacă.

## Date biografice
Monica Bleibtreu a fost fiica unui director de teatru și nepoata lui Hedwig Bleibtreu (actriță renumită din Viena). De copil a urcat deja pe scenă. A studiat actorie la Seminarul Max-Reinhardt din Viena, în primii ani de activitate a jucat numai teatru. Pe micul ecran apare în anul 1971, în rolul unei evadate în episodul 51 al serialului "Der Kommissar". În anul 1972 a primit premiul "Goldene Kamera" (Camera de aur). A început să joace teatru în München și la "Burgtheater" din Viena. Între anii 1993 - 1998, Monica Bleibtreu a fost profesoară la "Hochschule für Musik und Theater" (Universitatea de Muzică și Teatru) din Hamburg. În orașul hanseatic atinge apogeul carierei obținând diferite premii ca "Grimme-Preis" pentru rolul Katia Mann, din filmul "Die Manns – Ein Jahrhundertroman" regizat de Heinrich Breloers. În octombrie 2005 primește premiul televiziunii germane, iar în mai 2007 primește premiul filmului german, ca cea mai bună artistă. Din relația cu artistul german Hans Brenner, a rezultat un fiu Moritz Bleibtreu, care devine și el actor. La începutul anilor 1980 a fost căsătorită cu actorul Hans Peter Korff. Monica Bleibtreu, moare din cauza unui cancer pulmonar în noaptea de 13 spre 14 mai 2009.

## Filmografie
- 1972: Der Kommissar – Folge 51 Fluchtwege – Regie: Wolfgang Becker (cu Erik Ode)
- 1974: Tatort – Der Mann aus Zimmer 22 – Regie: Heinz Schirk (cu Hansjörg Felmy, Willy Semmelrogge și  Alexander Kerst)
- 1976/1977: Die Alpensaga – Regie: von Dieter Berner
- 1978–1996: Auf Achse – Regie (cu Manfred Krug și  Rüdiger Kirschstein)
- 1979: Lemminge – Teil 2 – Regie: Michael Haneke (cu Wolfgang Gasser și  Wolfgang Hübsch)
- 1979: Tatort – Alles umsonst – Regie: Hartmut Griesmayr (cu Diether Krebs)
- 1983: Der Zappler – Regie: Wolfram Deutschmann
- 1984: Der Beginn aller Schrecken ist die Liebe – Regie: Helke Sander (cu Hark Bohm și  Uwe Bohm)
- 1986: Jokehnen oder Wie lange fährt man von Ostpreußen nach Deutschland? – Regie: Michael Lähn (cu Armin Mueller-Stahl și  Ursela Monn)
- 1986: Die Wilsheimer – Regie: Claus Peter Witt (cu Hansjörg Felmy și  Gila von Weitershausen)
- 1987: Der Joker – Regie: Peter Patzak (cu Peter Maffay)
- 1988: Killing Blue – Regie: Peter Patzak (cu Armin Mueller-Stahl, Morgan Fairchild și  Michael York)
- 1997: Es geschah am hellichten Tag – Regie: Nico Hofmann (cu Joachim Król, Barbara Rudnik și  Axel Milberg)
- 1998: Lola rennt – Regie: Tom Tykwer (cu Moritz Bleibtreu și  Franka Potente)
- 1999: No Sex – Regie: Josh Broecker
- 1999–2004: Der Pfundskerl (Serie, 10 Folgen; cu Ottfried Fischer și  Carol Campbell)
- 2000: Abschied. Brechts letzter Sommer – Regie: Jan Schütte (cu Josef Bierbichler ca Bertolt Brecht și  Monica Bleibtreu ca Helene Weigel)
- 2000: Marlene – Regie: Joseph Vilsmaier (cu Katja Flint, Herbert Knaup și  Heino Ferch)
- 2000–2003: Alfred Komareks Inspektor Simon Polt-Reihe cu Erwin Steinhauer:

- 2000: Polt muss weinen
- 2001: Blumen für Polt
- 2002: Himmel, Polt și Hölle
- 2003: Polterabend

- 2001: Verlorenes Land – Regie: Jo Baier (cu Martina Gedeck și  Merab Ninidze)
- 2001: Die Manns – Ein Jahrhundertroman – Regie: Heinrich Breloer (cu Armin Mueller-Stahl, Jürgen Hentsch, Sebastian Koch, Sophie Rois și  Veronica Ferres)
- 2002: Der Stellvertreter (2002)
- 2002: Tattoo – Regie: Robert Schwentke (cu August Diehl și  Christian Redl)
- 2002: Bibi Blocksberg – Regie: Hermine Huntgeburth (Monica Bleibtreu ca Walpurgia, cu Corinna Harfouch, Katja Riemann și  Ulrich Noethen)
- 2003: Donna Leon – Feine Freunde
- 2004: Wilsberg – Tödliche Freundschaft
- 2004: Bibi Blocksberg și das Geheimnis der blauen Eulen – Regie: Franziska Buch
- 2004: Der Wunschbaum – Regie: Dietmar Klein (Monica Bleibtreu ca Tante Lenka, cu Michael Degen)
- 2005: Marias letzte Reise – Regie: Rainer Kaufmann (cu Nina Kunzendorf, Günther Maria Halmer și  Michael Fitz)
- 2005: Der Tote am Strand – Regie: Martin Enlen (cu Silke Bodenbender și  Stephan Kampwirth)
- 2006: Eine Liebe in Saigon – Regie: Uwe Janson (Monica Bleibtreu ca Pensionswirtin Christine Fogert, cu Désirée Nosbusch și  Mehmet Kurtuluș)
- 2006: Vier Minuten – Regie: Chris Kraus (cu Hannah Herzsprung și  Richy Müller)
- 2006: Muttis Liebling – Regie: Xaver Schwarzenberger (cu Gregor Bloéb și  Friedrich von Thun)
- 2007: Max Minsky și ich – Regie: Anna Justice
- 2007: Das Herz ist ein dunkler Wald – Regie: Nicolette Krebitz (cu Nina Hoss și  Devid Striesow)
- 2008: Ein starker Abgang – Regie: Rainer Kaufmann (cu Bruno Ganz)
- 2008: Die zweite Frau – Regie: Hans Steinbichler (cu Maria Popistașu și  Matthias Brandt)
- 2008: Was wenn der Tod uns scheidet? – Regie: Ulrike Grote
- 2009: Hilde – Regie: Kai Wessel (Monica Bleibtreu ca Else Bongers, cu Heike Makatsch)
- 2009: Soul Kitchen – Regie: Fatih Akin
- 2009: Tannöd – Regie: Bettina Oberli